# 金光学園中学・高等学校
金光学園中学・高等学校（こんこうがくえんちゅうがく・こうとうがっこう）は、岡山県浅口市に所在し、中高一貫教育を提供する私立中学校・高等学校。

## 概要
同校は、1894年（明治27年）に神道金光教会学問所として佐藤範雄らの手により創立。創立以来、金光教の教えをもとに、「学・徳・体」一本の全人教育を行っている。現在も「心の教育を土台にした人間教育」という教育方針は受け継がれ、生徒一人ひとりが「人をたいせつに 自分をたいせつに 物をたいせつに」という合言葉を実践している。
大韓民国江原特別自治道春川市に所在する春川女子高等学校と姉妹校提携を結んでいる。

## 特色
- 近くにある浅口市立金光中学校と区別するため、学校関係者からは「学園」と呼ばれている。なお、部活動など対外的には金光学園が使われている。また、英語表記はKonko Gakuen Junior & High SchoolあるいはKONKO GAKUENが使われている。
- 高等学校では総合進学クラスと特別進学クラスにわかれる。
- 中川仲蔵による同校独自の奨学金制度がある。
- 中学棟最上階には天文台を設置している。
- 学生寮を設置し、遠方に住む学生の利便性を高めている。
- いじめや不登校の生徒に対応するため、「教育相談室」を設置し、専従の職員を配置している。

## 沿革
- 1894年 - 神道金光教会学問所を金光教本部の一室に設立。
- 1895年 - 民家を購入し寄宿舎を設置。
- 1897年 - 神道金光教会中学部と校名変更。地方一般の子弟を対象にした正科と金光教教師志望者を対象にした本科を設置。
- 1898年 - 金光中学と校名変更。
- 1899年 - 寄宿舎を南に移す。
- 1905年 - 私立金光中学校と校名変更。従来の本科を教義講究所として併置。校舎を木綿崎山に移す。

現存している建物は記念講堂である。また、現在金光教本部敷地内には校舎があった場所に記念碑がある。
- 1906年 - 教義講究所（現在の金光教学院）が分離独立。
- 1943年 - 財団法人金光中学校を設立。占見野に新校舎の建設開始。
- 1947年 - 私立岡山県金光中学校と校名変更。
- 1948年 - 金光高等学校を設立。中学校で一部男女共学化。財団法人金光学園と法人名変更。占見野に校舎を増設し始める。
- 1949年 - 金光学園中学校、金光学園高等学校と校名変更。
- 1951年 - 財団法人金光学園を解消し学校法人金光学園を設立。
- 1954年 - 新校舎完成。
- 1956年 - 木綿崎山の校舎すべてを占見野に移す。

現存している建物は小体育館、A校舎、小講堂などである。
- 1964年 - 中高ともに男女共学化。
- 1979年 - 木造校舎老朽化に伴い、鉄筋校舎の建設開始。

中学棟は同年、高校棟は1981年、本館及び特別教室棟は1987年、ほつま体育館は1988年にそれぞれ完成。
- 1994年 - 創立100年を記念して、ほつま記念ホールや茶室「碧水庵」が完成。寄宿舎が老朽化を理由に廃止。
- 2000年 - 中学棟屋上に天文台が完成。
- 2001年 - 完全中高一貫教育開始。それに伴い校舎増築を行う。
- 2004年 - 完全中高一貫教育化。創立110年を記念して、校内インターネットLAN敷設や補助グラウンドの新設などが行われる。
- 2005年 - 通学バス運行開始。
- 2006年 - 高等学校にほつまクラスと探究クラスを設置。金光学園大谷寮が完成。
- 2009年 - 創立115年を記念して、中学棟南グラウンド芝生化などが行われる。
- 2011年 - 文部科学省よりスーパーサイエンスハイスクールに指定される。
- 2014年 - 創立120年を記念した「120（イチニーマル）記念館」が完成。

## 基礎データ
校章
- 校章は金光教の紋章である「八波（やつなみ）」をイメージしており、それぞれ円の中に中学校は「中」の文字が、高等学校は「高」の文字が、学園全体では「學」の文字をあやかったものが使われている。

学園歌
- 1936年制定。作詞は第二代校長佐藤金造、作曲は音楽担当教師であった松田豊治である。

応援歌
- 1994年制定。作詞は応援歌作成委員会、作曲は音楽担当教師であった佐藤正俊である。

制服
- ブレザーが採用されている。

アクセス
- JR山陽本線金光駅より徒歩8分

## 学校行事
4月
- 入学式
- 新入生歓迎会（中学）
- 入校時合宿（中一）
- 入校時学習合宿（高一）
- 球技大会（高二・高三）
- 沖縄修学旅行（中三）

中学時代の探究の集大成として事前の調べ学習をして現地に向かう
5月
- 一日体験入部（中一）
- 中間考査
- 大佐山教育キャンプ（中二）

大山登山など
6月
- 球技大会（中学）
- 修学旅行（高二）

オーストラリア、シンガポール・マレーシア、北海道の3コースから選択
- 芸術鑑賞

7月
- 期末考査
- オープンスクール

8月
- 同窓会総会

9月
- ほつま祭
- 体育会（高校）

10月
- 体育会（中学）

縦割りの兄弟学級別で取り組む応援合戦は、先生に頼らず中学三年生を中心に作り上げる
- 中間考査
- 球技大会（高一・高二）

11月
- 飯盒炊さん（中一）
- ロードレース（中学）
- 創立記念式

12月
- 期末考査

1月
2月
- 芸術選択者発表会（高二）
- 美術館見学（中三）
- 学年集会（中一・中二）

3月
- 卒業式（高校）
- 学年末考査
- 球技大会（中学）
- 義務教育終了式・ゆずり葉の会（中学）

中学三年生を送る会
- 海外研修（希望者）

## 部活動
運動部
- ダンス部
- 陸上競技部
- バスケットボール部
- ソフトテニス部
- 卓球部
- 野球部

2011年夏は決勝まで進み、一時は5-2とリードしたが関西に逆転負け。
2015年秋の県大会で優勝。中国大会で創志学園に2回戦で敗れる。
- バレーボール部
- 柔道部
- 剣道部
- サッカー部
- 少林寺拳法部
- ラグビー部（高校のみ）
- バドミントン同好会（高校のみ）

文化部
- 新聞部
- 天文気象部
- 電気科学部
- 書道部
- 音楽部吹奏楽団
- 音楽部コーラス
- 茶道部
- 放送部
- 生物部
- 科学部
- 囲碁将棋部
- 美術部
- 写真部（高校のみ）
- 英語部（高校のみ）
- 文芸部（高校のみ）
- 軽音楽部（高校のみ）
- 木綿崎ボランティア同好会（高校のみ）
- 花道同好会（高校のみ）
- 歴史研究同好会（高校のみ）
- 家庭科同好会（高校のみ）
- 数学同好会

## 「ほつま」とは
同校には、ほつま体育館やほつま生徒会など「ほつま」と名前の付けられた物がいくつかある。
この「ほつま（秀真）」とは日本書紀の一節からとられたもので「全てに優れていて整い備わっている」という意味であり、日本国の古い美称の一つである。
同校では、1896年に現在のほつま生徒会にあたる「秀真会」の名前として使われて以来、施設や会の名称などに使われるようになった。

## 関係組織
学校法人金光学園
- 金光学園こども園

金光教
- 金光教本部
- 金光教学院
- 教学研究所
- 本部総合庁舎
- 金光図書館
- 金光教徒社

学校法人関西金光学園
- 関西福祉大学
- 金光大阪中学校・高等学校
- 金光藤蔭高等学校
- 金光八尾中学校・高等学校

姉妹校
- Lindisfarne Anglican School（オーストラリア）
- 春川女子高等学校（韓国）

## 著名な関係者

### 教職員
- 佐藤範雄
- 三橋健
- 志喜屋孝信
- アリス・ペティ・アダムス[2]

### 出身者
※中学校のみ、あるいは高等学校のみの出身者・中退者も含む

#### 宗教家
- 金光平輝

#### 芸能人・アナウンサー
- 梅垣義明（タレント）
- 遠藤寛子（フリーアナウンサー）
- 塩田慎二（NHKアナウンサー）
- 岡峰光舟（THE BACK HORNのベーシスト）
- 掛橋沙耶香（乃木坂46）
- 土路生優里（STU48）
- 竹内希来里（日向坂46）

#### 文化人
- 水木れいじ（作詞家）
- 中田秀夫（映画監督）
- 菅伸子（エッセイスト、菅直人夫人）

#### 学者
- 三宅剛一（哲学者）
- 香西洋樹（天文学者）
- 田中勝(公立鳥取環境大学教授)
- 定金晃三（天文学者）
- 矢吹雄平（岡山大学経済学部教授、郵政官僚）

#### 政治家
- 加藤武徳（元岡山県知事）
- 加藤六月（元農林水産大臣）
- 齋藤泰雄（在フランス日本国特命全権大使）
- 栗山康彦（元岡山県議会議員、浅口市長）
- 花咲宏基（元衆議院議員）
- 柚木道義（衆議院議員）

#### 軍人
- 立花芳夫（陸軍中将）

#### 航海士
- 茅原基治（陽明丸船長）

#### 財界人
- 越智通勝（エン・ジャパン創業者・代表取締役会長）
- 安原弘展（ワコール代表取締役社長）

#### スポーツ選手
- 幡司一貴（豊田合成トレフェルサ所属バレーボール選手）
- 石部安浩（元陸上競技選手・中央大学名誉教授）
- 國近公太（JTサンダーズ所属バレーボール選手）
- 黒田淳（競輪選手・BMX選手）
- 井上全悠（パラ卓球選手）
- 木科雄登（フィギュアスケート選手）